# Thomas German Reed
Pour les articles homonymes, voir Reed.
Thomas German Reed, né le 27 juin 1817 à Bristol et mort le 21 mars 1888 à Londres, est un compositeur, directeur musical, acteur, chanteur et directeur de théâtre anglais de l'époque victorienne. Il est surtout connu pour avoir créé le « German Reed Entertainment (en) » avec son épouse elle-même actrice, genre de pièces musicales qui rendaient respectable d'aller au théâtre à une époque où le monde de la scène était considéré chose déshonorante.
Tandis qu'il est organiste et maître de chapelles à Londres ainsi que directeur musical et interprète dans les théâtres du West End durant les années 1830 et 40, Reed s'essaye à la production d'opéras. Il épouse Priscilla Horton, chanteuse, danseuse et actrice renommée, en 1844. En 1851, il gère des productions d'opéra dans différents théâtres à Londres et en tournée. En 1855, Reed et sa femme commencent à présenter et à se produire dans les « Mr. and Mrs. German Reed's Entertainments », opéras comiques courts, à petite échelle et adaptés à un public familial. Au début et au milieu de l'époque victorienne, les classes moyennes respectables considèrent le théâtre en général comme un péché. En conséquence, les Reeds nomment astucieusement leur établissement la « Gallery of Illustration » et leurs productions « divertissements » pour mettre l'accent sur leur caractère distingué.
En plus des classiques comiques comme The Beggar's Opera, les Reeds présentent habituellement de nouveaux textes d'auteurs anglais tels que F. C. Burnand (en), William S. Gilbert, William Brough et Gilbert à Beckett (en). Parmi les compositeurs qui travaillent pour eux figurent Frederic Clay, Arthur Sullivan, George Macfarren (en) et Alfred Cellier en plus de Reed lui-même. Celui-ci se retire en 1871 après une blessure et son fils Alfred reprend l'entreprise avec sa mère.

## Biographie
Reed naît à Bristol, fils de Thomas Reed, musicien, et de son épouse Frances, née German. Il étudie la musique avec son père et fait ses débuts à l'âge de dix ans comme pianiste et chanteur au théâtre de Bath dans le comté du Somerset. La famille déménage à Londres où Thomas Reed est nommé directeur du Haymarket Theatre. Le jeune Reed joue, chante et se produit au théâtre. En 1832, German Reed est nommé organiste de la chapelle catholique de Sloane Street et assistant de son père qui passe au Garrick Theatre (en) pour y être chef d'orchestre. Son travail au théâtre consiste à découvrir et adapter de nouveaux opéras, dont Fra Diavolo en 1837. Il donne également des leçons de musique en privé.

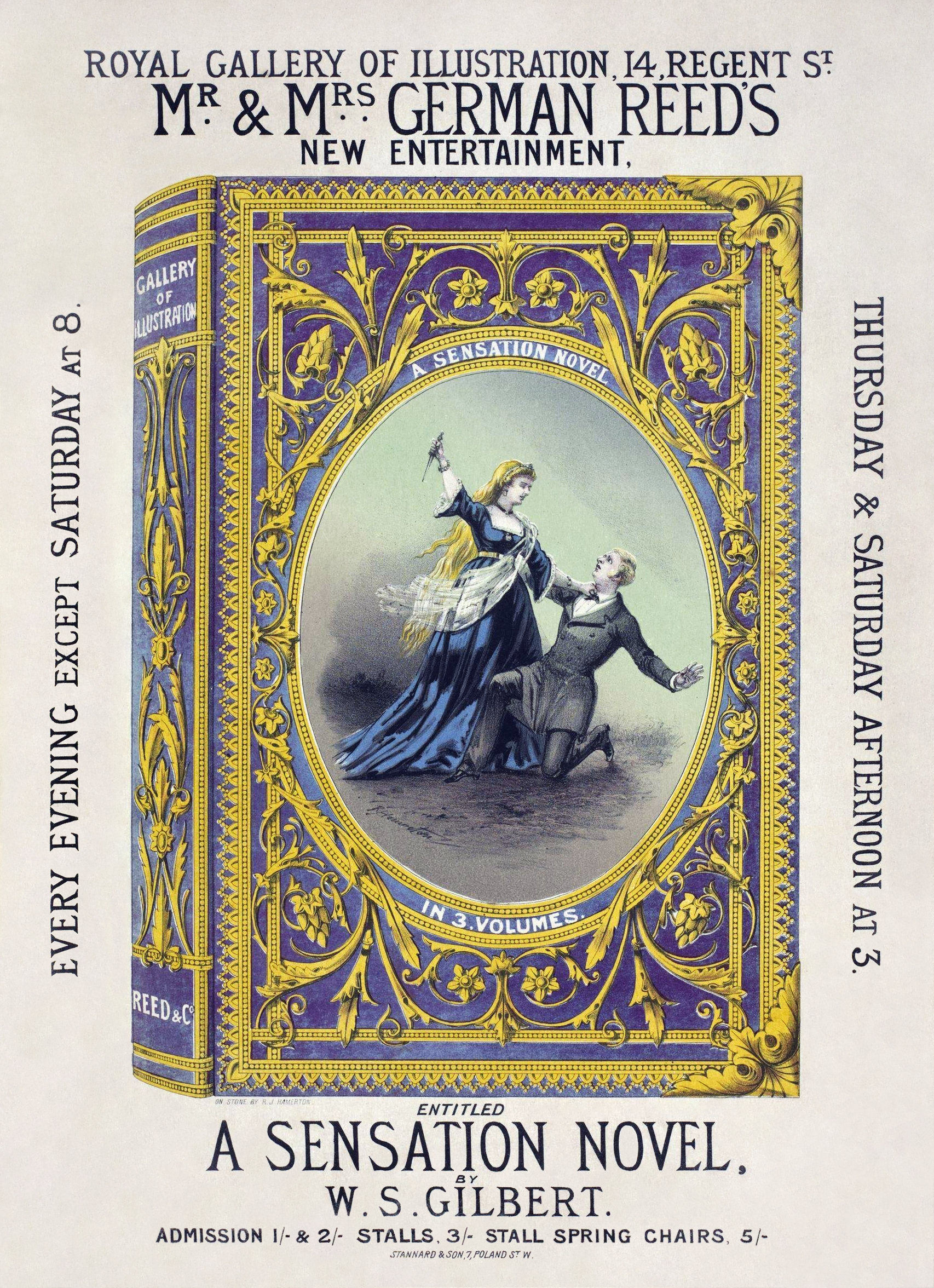
German Reed's ', 1871

En 1838, German Reed est nommé maître de chapelle à la Royal Bavarian Chapel et directeur musical par l'ancien employeur de son père, le Haymarket Theatre où il continue à travailler jusqu'en 1851, à l'exception d'une fermeture temporaire en 1843, période durant laquelle il produit l'opéra Sappho (en) de Pacini au théâtre de Drury Lane. C'est à cette époque qu'il rencontre Priscilla Horton, une populaire contralto et actrice accomplie qui se produit sur scène à Londres depuis l'âge de dix ans. Ils se marient en 1844. En 1851, Reed est engagé pour aider à la production d'opéras au Surrey Theatre et dirige plus tard le Sadler's Wells Opera (de nos jours English National Opera) pendant une saison et dirige également la musique à l'Olympic Theatre (en) tout en effectuant très fréquemment des tournées dans les provinces britanniques.
Au printemps de 1855, German Reed et sa femme présentent le premier spectacle du théâtre musical « Miss P. Horton's Illustrative Gatherings » au St. Martin's Hall (en). Ces représentations consistent d'ordinaire en un ou deux courts opéras comiques conçus pour un nombre minimum de personnages et interprétés au piano ou à l'harmonium ou par un petit ensemble de musiciens. Ils changent finalement leur nom pour celui de « Mr. and Mrs. German Reed's Entertainments » et se produisent à la Royal Gallery of Illustration dans Regent Street à partir de 1856 et plus tard au théâtre Saint-George. À une époque où les classes moyennes respectables considèrent le théâtre en général comme un lieu de péché et même dangereux d'humour méchant, d'alcool et de prostitution, les Reeds appellent leur établissement la « Gallery » of Illustration plutôt que « théâtre » et leurs productions « divertissements » ou « illustrative gatherings », plutôt que pièces, extravaganzas, ou burlesques victoriens (en). The Times caractérise leurs productions comme « spectacle de l'ordre le plus raffiné ». Reed et sa femme paraissent presque toujours dans ces pièces et les rares occasions où ils ne le font pas, les recettes s'en ressentent.
Reed devient locataire du théâtre Saint-George en 1867 et, dans un premier temps, y produit et dirige The Contrabandista (en) d'Arthur Sullivan et F. C. Burnand (en), The Beggar's Opera et autres opéras anglais dans des productions à petite échelle, ainsi que des pièces non-musicales. À peu près à la même époque, à la « Gallery of Illustration », il présente des œuvres sur des livrets de William S. Gilbert, William Brough, Gilbert à Beckett (en), Robert Reece (en) et Arthur Law (en) entre autres. Ses compositeurs sont Frederic Clay, George Macfarren (en), Alfred Cellier et Hamilton Clarke ainsi que Sullivan et Reed lui-même. Il écrit les partitions pour plus d'une douzaine de divertissements et est décrit par le conservateur de musée Fredric Woodbridge Wilson comme « un écrivain imaginatif et efficace de musique pour la scène ». Il reste peu de chose de la musique de Reed. Quelques chansons individuelles ont été publiées mais les partitions des divertissements ne l'ont pas été. L'autographe de la musique pour Our Island Home est conservé au Morgan Library and Museum à New York mais on ne connaît pas d'autres partitions.
Lorsque le bail de la « Gallery of Illustration » prend fin en 1873, les « German Reed entertainments » déménagent au théâtre Saint-George. Après une chute de cheval lors d'une chasse, Reed prend sa retraite en 1871. Son fils Alfred (1847-1895) reprend l'entreprise avec sa mère qui à son tour prend sa retraite en 1879. Alfred continue à diriger les « German Reed entertainments » jusqu'en 1895.
German Reed meurt à St. Croix, Upper East Sheen à l'âge de 70 ans. Il est enterre au cimetière de Mortlake.

## Compositions de German Reed
- 1844 : The Drama at Home, or An Evening with Puff
- 1844 : A Match for the King
- 1845 : The Golden Fleece, or Jason in Colchis and Medea in Corinth
- 1845 : Who's the Composer?
- 1846 : The Wonderful Water Cure
- 1869 : No Cards (en) (livret de William S. Gilbert)
- 1870 : Our Island Home (en) (livret de William S. Gilbert)
- 1871 : A Sensation Novel (en) (livret de William S. Gilbert)
- 1873 : Mildred's Well, a Romance of the Middle Ages
- 1874 : He's Coming (Via Slumborough, Snoozleton & Snoreham)
- 1874 : The Three Tenants
- 1875 : The Ancient Britons
- 1875 : Eyes and No Eyes (en); or, The Art of Seeing (livret de William S. Gilbert)
- Enchantment (livret d'Arthur Law)
- 1875 : A Spanish Bond
- 1876 : An Indian Puzzle
- 1876 : The Wicked Duke
- 1876 : Matched and Mated
- 1877 : A Night's Surprise
- 1877 : No. 204 (livret de F. C. Burnand)